# Relações entre México e Bahamas
Existem relações diplomáticas entre a Comunidade das Bahamas e os Estados Unidos Mexicanos . Ambas as nações são membros da Associação dos Estados do Caribe, Organização dos Estados Americanos e das Nações Unidas.

## História
As Bahamas e o México estabeleceram relações diplomáticas em 24 de janeiro de 1974. As relações entre as duas nações são limitadas e ocorreram principalmente em fóruns multilaterais. Em maio de 1992, o ministro mexicano das Relações Exteriores, Fernando Solana, fez uma visita às Bahamas para participar da 22ª Assembleia Geral da Organização dos Estados Americanos. Em julho de 2001, o presidente mexicano Vicente Fox fez uma visita a Nassau para participar da cúpula da Comunidade do Caribe. Em 2002, o primeiro-ministro das Bahamas, Hubert Ingraham, fez uma visita ao México para participar do Consenso de Monterrey na cidade mexicana de Monterrey.
Em abril de 2014, o primeiro-ministro das Bahamas, Perry Christie, fez uma visita a Mérida, no México, para participar da cúpula da Comunidade do Caribe. Enquanto estava no México, o primeiro-ministro Christie se reuniu com o presidente mexicano Enrique Peña Nieto e os dois líderes discutiram seu desejo de avançar nas relações entre as duas nações, devido à conexão caribenha e à parceria contínua, tanto no contexto bilateral quanto multilateral.
Em junho de 2017, o Ministro das Relações Exteriores das Bahamas, Darren Henfield, fez uma visita a Cancún para participar da 47ª Assembleia Geral da Organização dos Estados Americanos. Todos os anos, o governo mexicano oferece bolsas de estudo para cidadãos das Bahamas para estudar pós-graduação em instituições mexicanas de ensino superior.

## Visitas de alto nível
Visitas de alto nível das Bahamas ao México
- Primeiro Ministro Hubert Ingraham (2002)
- Ministro do Meio Ambiente Earl Deveaux (2010)
- Primeiro-ministro Perry Christie (2014)
- Ministro das Relações Exteriores Darren Henfield (2017)

Visitas de alto nível do México às Bahamas
- Ministro das Relações Exteriores Fernando Solana (1992)
- Presidente Vicente Fox (2001)

## Acordos Bilaterais
Ambas as nações assinaram alguns acordos bilaterais, tais como Acordo de Cooperação Científica e Técnica (1992); Acordo de Troca de Informações em Matéria Tributária (2010); e um Acordo sobre a Eliminação de Vistos para Portadores de Passaporte Comum (2010).

## Comércio
Em 2018, o comércio entre as Bahamas e o México totalizou US $ 41,9 milhões de dólares. As principais exportações das Bahamas para o México incluem: petróleo, bebidas espirituosas, alumínio e gás de petróleo. As principais exportações do México para as Bahamas incluem: petróleo, telefones e telefones celulares; refrigeradores e freezers; e automóveis para fins turísticos. As Bahamas são o 36º maior investidor estrangeiro no México. Entre 1999–2017, o investimento estrangeiro direto das Bahamas no México totalizou US $ 268 milhões. A multinacional mexicana Cemex opera nas Bahamas.

## Missões diplomáticas
- As Bahamas são credenciadas no México por sua embaixada em Washington, DC, Estados Unidos .[10]
- O México é credenciado nas Bahamas por sua embaixada em Kingston, Jamaica e mantém um consulado honorário em Nassau .[11]